# PopArt
PopArt (с англ. — «Поп-арт») — альбом-компиляция британской поп-группы Pet Shop Boys, на котором собраны синглы коллектива за период 1985—2003 гг. Издан в 2003 году. В британском хит-параде альбом достиг 18-го места.

## Об альбоме
Каждый из двух дисков сборника имеет своё название — «Pop» и «Art», условно разделяя творчество Pet Shop Boys на искусство и развлекательную эстраду. В PopArt вошли две новые песни — «Flamboyant» и «Miracles», которые вышли на синглах следом за альбомом (некоторые переиздания PopArt содержали именно сингл-версию «Flamboyant»). Альбом также вышел ограниченным изданием в составе трёх компакт-дисков. Третий диск, под названием «Mix», представляет собой ремиксы разных лет.
С выходом «PopArt» предыдущий сборник синглов группы — Discography (1991) — утратил свою актуальность (то же можно сказать и о тогда же вышедшем видеосборнике «Videography»).
В британском чарте альбом достиг 30-го места в 2003 году; после выступления на Brit Awards в 2009 году продажи PopArt резко возросли и сборник достиг 18-го места.

## Обложка
Обложка альбома оформлена Марком Фарроу. Надпись «PopArt» имеет особенное значение. «Pop» выделено в виде текстуры с колпаков из клипа «Can You Forgive Her?», а чёрно-белые полоски «Art» повторяют дизайн очков Криса Лоу, в которых он снимался в оригинальном клипе «Paninaro» 1986 года.

## Список композиций

### «Pop» (1-й диск)
1. «Go West»
2. «Suburbia» (video mix)
3. «Se A Vida E (That's The Way Life Is)»
4. «What Have I Done To Deserve This?»
5. «Always On My Mind»
6. «I Wouldn't Normally Do This Kind Of Thing» (Beatmasters mix)
7. «Home And Dry»
8. «Heart»
9. «Miracles»
10. «Love Comes Quickly»
11. «It's A Sin»
12. «Domino Dancing»
13. «Before»
14. «New York City Boy»
15. «It's Alright»
16. «Where the Streets Have No Name (I Can't Take My Eyes Off You)»
17. «A Red Letter Day»

### «Art» (2-й диск)
1. «Left To My Own Devices»
2. «I Don't Know What You Want But I Can't Give It Any More»
3. «Flamboyant»
4. «Being Boring»
5. «Can You Forgive Her?»
6. «West End Girls»
7. «I Get Along»
8. «So Hard»
9. «Rent»
10. «Jealousy»
11. «DJ Culture»
12. «You Only Tell Me You Love Me When You're Drunk»
13. «Liberation»
14. «Paninaro '95»
15. «Opportunities (Let's Make Lots Of Money)»
16. «Yesterday, When I Was Mad»
17. «Single-Bilingual»
18. «Somewhere»

### «Mix» (3-й диск)
Третий диск (ремиксы разных лет) вышел только в составе лимитированного издания альбома.
1. «Can You Forgive Her?» (Rollo Remix)
2. «So Hard» (David Morales Red Zone Mix)
3. «What Have I Done to Deserve This?» (Shep Pettibone Mix)
4. «West End Girls» (Sasha Mix)
5. «Miserablism» (Moby Electro Mix)
6. «Before» (Danny Tenaglia Classic Paradise Mix)
7. «I Don't Know What You Want but I Can't Give It Any More» (Peter Rauhoffer New York Mix)
8. «New York City Boy» (Lange Mix)
9. «Young Offender» (Jam & Spoon Trip-o-matic Fairy Tale Mix)
10. «Love Comes Quickly» (Blank and Jones Mix)

## Альбомные синглы
- «Miracles» (2003; #10)
- «Flamboyant» (2004; #12)

## Высшие позиции в хит-парадах
| Страна         | Высшая позиция |
| -------------- | -------------- |
| Норвегия       | 2              |
| Греция         | 10             |
| Великобритания | 19             |
| Швеция         | 20             |
| Германия       | 24             |
| Дания          | 29             |
| Испания        | 36             |
| Швейцария      | 97             |

## DVD
Почти одновременно на DVD вышла одноимённая антология видеоклипов группы. В отличие от альбома, песни расположены хронологически. Видеоклипы к Miracles и Flamboyant не были готовы к моменту выхода сборника и попали в «A Life in Pop».
В качестве дополнительных опций DVD снабжён комментариями к каждому клипу Криса Лоу и Нейла Теннанта.
Список композиций
1. «Opportunities (Let's Make Lots Of Money)» (original version)
2. «West End Girls»
3. «Love Comes Quickly»
4. «Opportunities (Let's Make Lots Of Money)» (second version)
5. «Suburbia»
6. «Paninaro»
7. «It's A Sin»
8. «What Have I Done To Deserve This?»
9. «Rent»
10. «Always On My Mind»
11. «Heart»
12. «Domino Dancing»
13. «Left To My Own Devices»
14. «It's Alright»
15. «So Hard»
16. «Being Boring»
17. «How Can You Expect To Be Taken Seriously?»
18. «Where The Streets Have No Name (I Can't Take My Eyes Off You)»
19. «Jealousy»
20. «DJ Culture»
21. «Was It Worth It?»
22. «Can You Forgive Her?»
23. «Go West»
24. «I Wouldn't Normally Do This Kind Of Thing»
25. «Liberation»
26. «Yesterday, When I Was Mad»
27. «Paninaro '95»
28. «Before»
29. «Se A Vida É (That's The Way Life Is)»
30. «Single-Bilingual»
31. «A Red Letter Day»
32. «Somewhere»
33. «I Don't Know What You Want But I Can't Give It Any More»
34. «New York City Boy»
35. «You Only Tell Me You Love Me When You're Drunk»
36. «Home And Dry»
37. «I Get Along / E-mail»
38. «London»
39. «Domino Dancing» (extended version)
40. «So Hard» (extended version)
41. «Go West» (extended version)